# Etika
Desmond Daniel Amofah (12 tháng 5 năm 1990 – 19 tháng 6 năm 2019), được biết đến nhiều hơn với tên trên mạng Etika, là một YouTuber người Mỹ, streamer và cựu người mẫu, nổi tiếng với việc phản ứng với các video của Nintendo.
Sau vài tháng có vấn đề về sức khỏe tâm thần và tự tử rõ ràng, Amofah đã biến mất vào tối ngày 19 tháng 6 năm 2019, sau khi để lại một video xin lỗi cho người hâm mộ của mình trên kênh YouTube của mình. Vào ngày 24 tháng 6, Sở cảnh sát thành phố New York đã thông báo rằng một thi thể được tìm thấy ở Sông Đông. Một ngày sau, nó được xác nhận là của anh ta và các nhà điều tra sau đó đã xác nhận cái chết của anh ta là tự tử bằng cách nhảy xuống nước chết đuối.

## Thời trẻ
Amofah sinh ra ở Brooklyn, Thành phố New York, con của Owuraku Amofah, một chính trị gia và luật sư Ghana. Người thân của cha anh (được ông gọi là "chú"), Nana Akufo-Addo, thuộc dòng họ Ofori-Atta danh giá Ghana,

## Nghề nghiệp
Trước khi xây dựng thương hiệu Etika, Amofah đã tích cực làm người mẫu và đọc rap. Anh tiếp tục làm người mẫu cho đến năm 2015. Anh đã bắt đầu sử dụng YouTube để phát sóng các buổi chơi của mình và video trực tuyến reaction của mình từ năm 2012. PSau khi đóng kênh chính trên YouTube vào năm 2018, anh đã có hơn 800.000 người theo dõi giữa các kênh YouTube và Twitch.tv của mình và trong vài tháng sau khi tạo kênh YouTube thứ hai, anh đã có hơn 130.000 người đăng ký. Nội dung Amofah đã được mô tả là tập trung vào Nintendo. Anh ta thường truyền các phản ứng, thường xuyên qua các bài thuyết trình Nintendo Direct và đặt tên cho người hâm mộ của mình là "Joy-Con Boyz", được đặt theo tên của bộ điều khiển tiêu chuẩn Nintendo Switch, Joy-Con. Vào tháng 11 năm 2016, hai video của Amofah, nơi anh dự định có một bảng điều khiển Nintendo Switch trước khi phát hành năm 2017 đã được người hâm mộ xem xét kỹ lưỡng; mô hình anh ấy đang sử dụng là in 3D bởi YouTuber Sandqvist theo yêu cầu của Etika.
Vào tháng 6 năm 2017, Amofah tiết lộ mình là nạn nhân của nhiều "khoản đóng góp giả" hoặc "khoản bồi hoàn" số tiền lớn được gửi đến tài khoản PayPal của mình thông qua quyên góp luồng, sẽ xử lý Amofah hàng trăm đô la phí.
Vào tháng 10 năm 2018, anh đã tải nội dung khiêu dâm lên kênh YouTube của mình, điều này đã vi phạm chính sách của YouTube và dẫn đến việc xóa kênh. Anh ta cũng bị cấm Twitch năm đó vì sử dụng homophobic nhếch nhác trong một luồng. Sau khi kênh của anh bị xóa, Amofah đã viết tin nhắn khó hiểu lên phương tiện truyền thông xã hội, bao gồm cả tuyên bố "đã đến lúc chết", rằng một số người theo dõi cảm thấy tự tử và tạo ra một sự hoảng loạn nhỏ. Amofah đã lên phương tiện truyền thông xã hội tối hôm đó để xác nhận sự an lành của anh ấy, cùng với các streamer khác, những người tuyên bố rằng anh ấy đã thấy anh ấy an toàn và âm thanh, như để xoa dịu nỗi sợ hãi của những người theo dõi. Anh sau đó cũng đã gửi lời xin lỗi trên Reddit.
Vào ngày 16 tháng 4 năm 2019, Amofah đã tweet rằng anh ta sẽ tự sát bằng khẩu súng lục mà anh ta đã mua từ một cửa hàng súng ở Long Island, dẫn đến việc anh ta bị bắt và nhập viện. Alice Pika, người đã hẹn hò với Amofah từ năm 2011 đến 2017, cho biết anh vẫn ổn, và rằng cô đã "quan sát anh cả ngày". Vài ngày sau, anh ta đăng một bức ảnh mình đang cầm một khẩu súng mà Pika nói là giả. Vào ngày 29 tháng 4, sau khi tweet những tin nhắn khó hiểu khác nhau, bài Do Thái và tin nhắn đồng bóng, anh ấy đã chặn những người bạn thân của mình. Cuối ngày hôm đó, anh phát trực tiếp bị cảnh sát giam giữ tới 19.000 người xem trên Instagram Sống sau khi một người hâm mộ quan tâm gọi về anh. Anh ta đã bị giam giữ một lần nữa vào cuối tuần đó vì đánh một sĩ quan cảnh sát. Amofah đã lên kênh YouTube DramaAlert cho một cuộc phỏng vấn trong đó anh ta nói rằng anh ta là "chống Chúa Cứu Thế" và rằng anh ta muốn "thanh trừng tất cả cuộc sống".

## Biến mất và cái chết
Vào tối muộn ngày 19 tháng 6 năm 2019, Amofah đã đăng một video YouTube có tiêu đề "I'm sorry" lên kênh YouTube cá nhân TR1Iceman của anh ấy, ám chỉ những suy nghĩ tự tử của anh ấy khi anh ấy đi bộ trên đường phố New York; trong video anh ấy thừa nhận có vấn đề về sức khỏe tâm thần, đấu tranh với sự chú ý mà anh ấy đã có từ việc phát trực tuyến và xin lỗi vì đã đẩy mọi người ra xa mình. Trong video, Amofah nói "Tôi hy vọng rằng câu chuyện của tôi có thể giúp biến YouTube thành một nơi tốt hơn trong tương lai nơi mọi người biết ranh giới và giới hạn và mọi thứ sẽ đi xa đến đâu." YouTube đã xóa video vì vi phạm Nguyên tắc cộng đồng của mình, mặc dù người hâm mộ của Etika đã đăng lại video này tại các tài khoản khác.
Amofah được thấy lần cuối vào lúc 8 giờ tối hôm đó và được báo cáo mất tích cho Sở cảnh sát New York (NYPD) trước ngày 20 tháng 6. Vào ngày 22 tháng 6, đồ đạc của anh đã được tìm thấy trên lối đi dành cho người đi bộ Cầu Manhattan, bao gồm ba lô, ví, túi máy tính xách tay, điện thoại di động, thay quần áo và bảng điều khiển Nintendo Switch. Vào tối ngày 24 tháng 6, một thi thể được quan sát gần Cầu tàu 16, cách khoảng [0,8 km) từ Sông Đông từ nơi đồ đạc của Amofah được tìm thấy và báo cáo với NYPD. Đến sáng ngày 25 tháng 6, NYPD và các dịch vụ y tế khẩn cấp đã phục hồi cơ thể, xác nhận đó là Amofah và anh đã chết. Một ngày sau, người ta xác nhận nguyên nhân cái chết là do tự tử bằng cách nhảy xuống nước chết đuối.
Trong khi Amofah bị mất tích, các streamer đồng nghiệp và người hâm mộ của anh đã cố gắng liên hệ với anh để đề nghị giúp đỡ và thể hiện sự đánh giá cao về công việc của anh ấy trong những năm qua.

### Phản ứng
Cái chết của Amofah nhấn mạnh việc xử lý các bài đăng trên nền tảng truyền thông xã hội của những người dùng có nguy cơ mắc bệnh tâm thần hoặc đang có ý định tự tử. Năm 2017, Facebook đã tăng cường nỗ lực sàng lọc và cảnh báo các mối đe dọa tự tử có thể xảy ra sau khi một số người trong năm 2017 tự tử trực tiếp trên Facebook Live. Facebook hiện sử dụng cả thuật toán và báo cáo người dùng để gắn cờ các mối đe dọa đó. Tương tự, YouTube trong việc xóa video cuối cùng của Etika tuyên bố rằng việc xóa các video đó là thông lệ tiêu chuẩn để "giảm khả năng tự làm hại bản sao, các video thể hiện ý tưởng tự tử" và như một phần của điều này, đã gửi thông tin người tải lên liên quan đến quốc gia đường dây nóng tự tử để cung cấp trợ giúp.
Sau khi Amofah tự sát, người hâm mộ trên Twitter và trong email đã yêu cầu YouTube tải lên lại video cuối cùng của Amofah để giúp tưởng niệm anh. Một kiến nghị Change.org đã được bắt đầu với hơn 380.000 chữ ký yêu cầu kênh ban đầu của anh ấy được khôi phục để bảo vệ di sản của anh ấy.